# Chuzzle

Chuzzle — це відеогра-головоломка виду три в ряд, розроблена американською студією Raptisoft Games і видана PopCap Games. У грі потрібно з'єднати три або більше м'ячиків під назвою Chuzzles.

## Ігровий процес
У Chuzzle гравцеві представлена дошка 6×6 із різнокольоровими кулями, які називаються «Chuzzles» у восьми кольорах. Переміщення здійснюються шляхом перетягування рядків і стовпців. Рядки та стовпці під час перетягування за межі сітки "замикаються": Чазли, переміщені за правий край, з'являються зліва, а переміщені вниз — зверху, і навпаки.
Основна мета гри полягає в тому, щоб з'єднати три або більше чазлів одного кольору. Коли з'єднано три або більше чазлів, з'єднані чазли вибиваються з дошки, при цьому нові чазли падають зверху, потенційно створюючи каскади. Вибивання кількох Чазлів за один хід приносить більше балів. Fat Chuzzles — це більші варіанти Chuzzles, які займають простір розміром 2×2 квадрати на ігровому полі. Вибивання Fat Chuzzle дає гравцеві більше очок.
Очі вибитого Чаззла летять у колбу ліворуч від дошки. Коли колба наповнюється до горловини, рівень закінчується, і нараховуються бонусні бали (номер рівня × 1000 на рівні складності Casual (до 10 000) і номер рівня × 2000 на рівні складності Expert (до 20 000)). У грі є кнопка підказки, яка допомагає гравцеві знайти можливий хід, але при її використанні він втратить очки та прогрес у колбі.
З'єднавши п'ять чазлів одного кольору, ви створите «Суперчазл», який вибухає та вибиває чазли в радіусі 3×3. Шість або більше чазлів заряджають очі вибитих чазлів, що додатково наповнює колбу.
У грі представлено п'ять режимів гри:
- Класичний Chuzzle: Гра за основними правилами гри. Час від часу з'являтимуться замки, які з'єднуватимуться з Chuzzle, що не дозволить гравцеві пересувати рядок і стовпець, на якому встановлено блокування. Замок можна знищити, з'єднавши заблокований Чазл з двома іншими Чазлами. На вищих рівнях замки з'являтимуться частіше. Якщо ходи неможливі, гравець повинен використати одну зі своїх скремблів, яка дає гравцеві нову ігрову дошку без блокувань і Fat Chuzzles. Гра закінчується, якщо у гравця вичерпано ходи та не залишиться скремблів.
- Speed Chuzzle: гра схожа на Classic Chuzzle, але присутній таймер блокування. Таймер заповнюється, поки гравець не вибиває Chuzzles. Вибивання обнуляє таймер. Коли таймер заповнюється, на ігровому полі з'явиться замок. На вищих рівнях таймер блокування заповнюється швидше.
- Zen Chuzzle: Zen Chuzzle — це нескінченний ігровий режим, у якому не з'являються замки. Замість підвищення рівня, наповнення колби генерує Чазл-брелок. П'ять із них утворюють одну смужку веселки. Завершення веселки щоразу нагороджує чарами у верхній частині ігрового поля.
- Mind Bender: на відміну від інших режимів гри, у Mind Bender треба розташувати чазли відповідно до заданого шаблону ігрової дошки, показаним у лівій частині екрана. У Mind Bender 20 рівнів, на кожному з яких п'ять головоломок. Розгадування принаймні трьох головоломок дозволить гравцеві перейти на наступний рівень.[4]
- BeChuzzed: секретний ігровий режим, який відкривається за отриманням трофеїв, Triple Combo!, Brainiac, Puzzler, Ten Grand! і Seven at Once! і перегляд кожного з них у певному порядку. Ігровий режим нагадує Bejeweled від PopCap і містить дорогоцінні камені з Diamond Mine, першої версії Bejeweled. Режим гри нескінченний. На відміну від інших режимів гри, прогрес не зберігається.

За певні досягнення в грі гравець отримує різні трофеї, такі як «Chuzzbomber», нагороду за вибух 1000 Fat Chuzzles, і «Speed Master», нагороду за проходження рівнів у Speed Chuzzle без блокування.

## Оцінки
У короткому огляді PC Magazine назвав Chuzzle такою, що «викликає звикання», поставивши грі 4 бали з 5. IGN протестував версію гри Java ME, завершивши свій огляд оцінкою 7,9 з 10. IGN вважає, що гра дуже схожа на вже існуючі варіанти головоломок «три в ряд», хоча режим «Mind Bender» забезпечує певну міру унікальності.
Pocket Gamer описав Chuzzle Mobile як «найкращу мобільну головоломку, в яку ми коли-небудь грали», високо оцінивши захоплюючий геймплей, а також загальний вигляд і відчуття гри.

## Продовження та спін-офи
18 грудня 2018 року Raptisoft незалежно опублікувала продовження, Chuzzle 2, як безкоштовний додаток зі знімною рекламою на iOS та Android. Chuzzle 2 має систему прогресу в аркадному стилі з кількома різними цілями. Додаткові функції гри включають режим віртуального вихованця, відомий як Chuzzarium, щоденний режим виклику, а також режими Classic, Zen і Speed з оригінального Chuzzle, які можна розблокувати.
19 серпня 2020 року Raptisoft опублікувала додаткову гру Chuzzle Snap! на iOS і Android. На відміну від Chuzzle і Chuzzle 2, Chuzzle Snap! передбачає використання заздалегідь визначених фігур для розміщення на дошці замість рухомих ліній чазлів, щоб видалити три або більше з'єднаних чазлів одного кольору.